# Tony Bettenhausen
Melvin Eugene Bettenhausen, detto Tony Sr (Tinley Park, 12 settembre 1916 – Speedway, 12 maggio 1961), è stato un pilota automobilistico statunitense.

## Carriera
Vincitore del Campionato Nazionale Champ Car nel 1951 e 1958, corse la 500 Miglia di Indianapolis quattordici volte tra il 1946 ed il 1960.
Morì in un incidente sull'anello di Indianapolis durante le prove per la 500 Miglia 1961.
Tra il 1950 e il 1960 la 500 Miglia di Indianapolis faceva parte del Campionato Mondiale, per questo motivo Bettenhausen ha all'attivo anche 11 Gran Premi, un giro veloce ed un secondo posto in Formula 1.
Bettenhausen è stato sepolto presso il cimitero memoriale di Tinley Park, Illinois.

## Risultati in Formula 1
| 1950 | Scuderia   | Vettura      |  |  |   |  |  |  |  |  |  |  |  | Punti | Pos. |
| ---- | ---------- | ------------ |  |  | - |  |  |  |  |  |  |  |  | ----- | ---- |
| 1950 | Blue Crown | Kurtis Kraft |  |  | 5 |  |  |  |  |  |  |  |  | 1     | 20º  |

| 1951 | Scuderia           | Vettura |  |     |  |  |  |  |  |  |  |  |  | Punti | Pos. |
| ---- | ------------------ | ------- |  | --- |  |  |  |  |  |  |  |  |  | ----- | ---- |
| 1951 | Rotary Engineering | Deidt   |  | Rit |  |  |  |  |  |  |  |  |  | 0     |      |

| 1952 | Scuderia   | Vettura |  |     |  |  |  |  |  |  |  |  |  | Punti | Pos. |
| ---- | ---------- | ------- |  | --- |  |  |  |  |  |  |  |  |  | ----- | ---- |
| 1952 | Blue Crown | Deidt   |  | Rit |  |  |  |  |  |  |  |  |  | 0     |      |

| 1953 | Scuderia       | Vettura |  |   |  |  |  |  |  |  |  |  |  | Punti | Pos. |
| ---- | -------------- | ------- |  | - |  |  |  |  |  |  |  |  |  | ----- | ---- |
| 1953 | J.C. Agajanian | Kuzma   |  | 9 |  |  |  |  |  |  |  |  |  | 0     |      |

| 1954 | Scuderia            | Vettura      |  |    |  |  |  |  |  |  |  |  |  | Punti | Pos. |
| ---- | ------------------- | ------------ |  | -- |  |  |  |  |  |  |  |  |  | ----- | ---- |
| 1954 | Automobile Shippers | Kurtis Kraft |  | 15 |  |  |  |  |  |  |  |  |  |       |      |

| 1955 | Scuderia     | Vettura      |  |  |   |  |  |  |  |  |  |  |  | Punti | Pos. |
| ---- | ------------ | ------------ |  |  | - |  |  |  |  |  |  |  |  | ----- | ---- |
| 1955 | H.A. Chapman | Kurtis Kraft |  |  | 2 |  |  |  |  |  |  |  |  | 3     | 13º  |

| 1956 | Scuderia        | Vettura      |  |  |     |  |  |  |  |  |  |  |  | Punti | Pos. |
| ---- | --------------- | ------------ |  |  | --- |  |  |  |  |  |  |  |  | ----- | ---- |
| 1956 | Belanger Motors | Kurtis Kraft |  |  | Rit |  |  |  |  |  |  |  |  | 0     |      |

| 1957 | Scuderia    | Vettura      |  |  |    |  |  |  |  |  |  |  |  | Punti | Pos. |
| ---- | ----------- | ------------ |  |  | -- |  |  |  |  |  |  |  |  | ----- | ---- |
| 1957 | Novi Racing | Kurtis Kraft |  |  | 15 |  |  |  |  |  |  |  |  | 0     |      |

| 1958 | Scuderia      | Vettura |  |  |  |   |  |  |  |  |  |  |  | Punti | Pos. |
| ---- | ------------- | ------- |  |  |  | - |  |  |  |  |  |  |  | ----- | ---- |
| 1958 | Jones & Maley | Epperly |  |  |  | 4 |  |  |  |  |  |  |  | 4     | 16º  |

| 1959 | Scuderia     | Vettura |  |   |  |  |  |  |  |  |  |  |  | Punti | Pos. |
| ---- | ------------ | ------- |  | - |  |  |  |  |  |  |  |  |  | ----- | ---- |
| 1959 | Hoover Motor | Epperly |  | 4 |  |  |  |  |  |  |  |  |  | 3     | 15º  |

| 1960 | Scuderia        | Vettura |  |  |     |  |  |  |  |  |  |  |  | Punti | Pos. |
| ---- | --------------- | ------- |  |  | --- |  |  |  |  |  |  |  |  | ----- | ---- |
| 1960 | Lindsey Hopkins | Watson  |  |  | Rit |  |  |  |  |  |  |  |  | 0     |      |

| Legenda | 1º posto     | 2º posto | 3º posto    | A punti         | Senza punti/Non class.  | Grassetto – Pole position Corsivo – Giro più veloce |
| Legenda | Squalificato | Ritirato | Non partito | Non qualificato | Solo prove/Terzo pilota | Grassetto – Pole position Corsivo – Giro più veloce |